# Вечірнє навчання

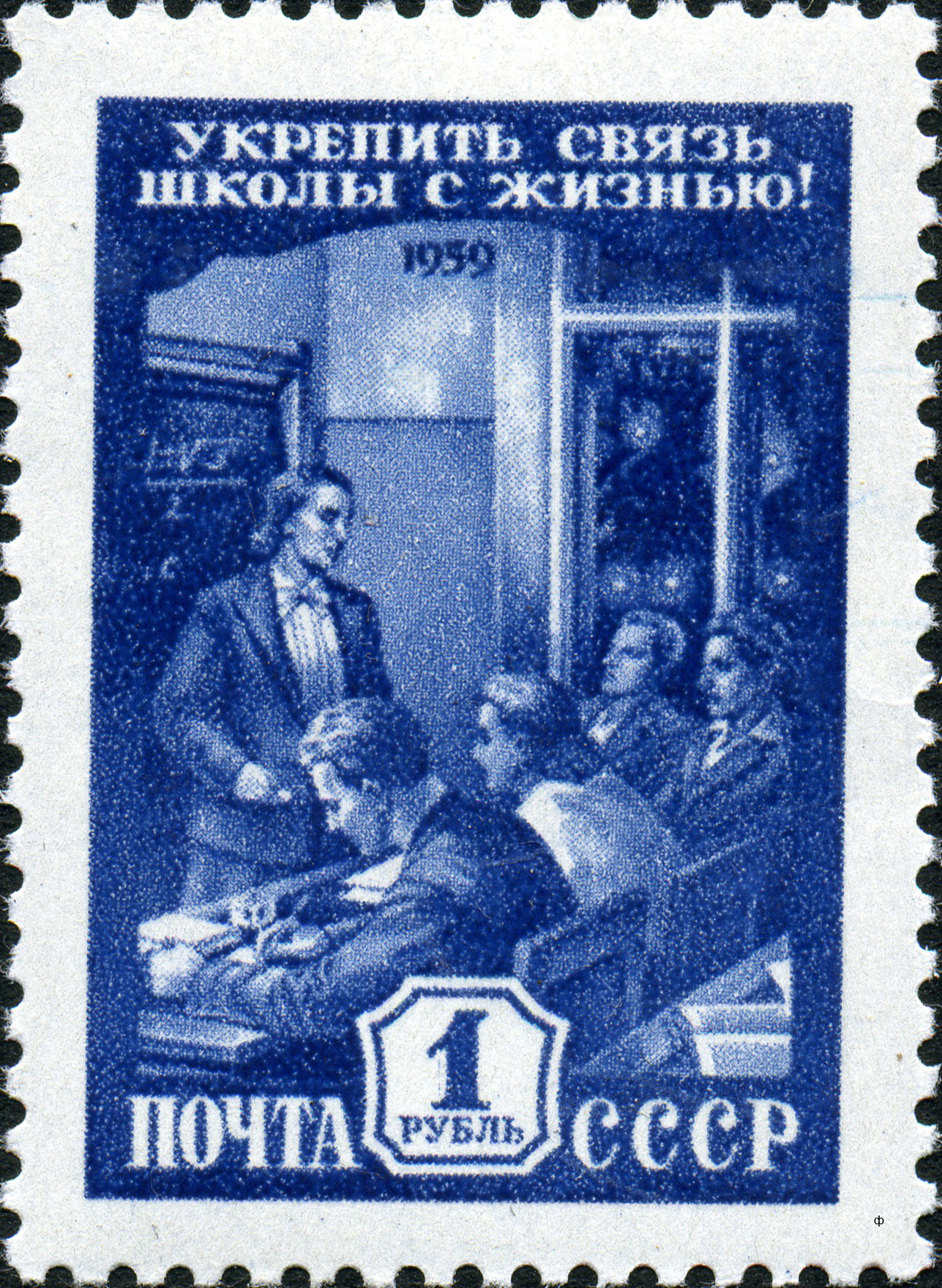
Марка СРСР присвячена вечірньому навчанню

Вечірнє навчання (вечірня, очно-заочна, змінна освіта) — вид навчання, при якому учень поєднує навчання з роботою, тобто відвідує навчальний заклад позмінно, у найбільш зручний, вільний від роботи час. При цьому можливий вільний (ковзкий) графік занять, наприклад, якщо учень працює у вечірню зміну, то він відвідує навчальний заклад у ранковий час.
Значна частина навчального матеріалу в системі вечірньої освіти розрахована на самостійну роботу.
Учень може отримувати середню, середню спеціальну або вищу освіту, іноді додаткову вищу освіту.
Протилежністю вечірньої освіти є денна (очна) освіта.

## Історія
Вперше вечірня освіта в Російській імперії з'явилася в XIX сторіччі у зв'язку з відкриттям недільних шкіл, недільних і вечірніх шкіл для дорослих, де учні могли отримати початкову освіту. 
У СРСР вечірнє навчання набуло широкого розвитку в загальній та професійній освіті (початкова, середня та вища). Завдяки вечірній освіті в країні було здійснено програму з ліквідації безграмотності та малограмотності дорослого населення.
У 1920-ті роки в СРСР були створені різні види вечірніх шкіл — школа грамоти, школа селянської молоді, загальноосвітні та професійно-технічні курси, робітничі та селянські університети. Вони без відриву від виробництва люди могли здобути як освіту, і професію, і навіть підвищити кваліфікацію. Крім того, щоб дати можливість здобути середню загальну освіту та здійснити підготовку селян і робітників до вступу до вищого навчального закладу, в системі освіти були створені робітничі факультети.
В умовах ринкових відносин (з 1990-х) вечірнє навчання — один із шляхів для малозабезпеченої частини молоді здобути освіту й набути спеціальності; можливість розширювати знання в різних видах діяльності (науці, культурі, мистецтві).

## Вечірня школа
Вечірня (змінна) середня загальноосвітня школа — навчальний заклад для працюючої молоді. Під такою назвою існувала з 1971. 
Учні, які навчалися у вечірніх школах, мали пільги: додаткову відпустку для здачі екзаменів, скорочений робочий день або скорочений робочий тиждень тощо.
Особи, які закінчили 8 класів вечірніх шкіл, отримували свідоцтво про восьмирічну освіту і мали право вступати до середніх спеціальних навчальних закладів або до 9-го класу середньої загальноосвітньої школи; ті, хто закінчив 11 класів, отримували атестат про середню освіту, який давав право вступати до вузів СРСР.
Самостійні заклади, який включали навчання на II і III ступенях освіти або лише на III ступені. Також іноді організовували навчання на ступені початкової освіти. Приймали людей незалежно від віку й рівня одержаної раніше освіти.
Вечірня школа при виправно-трудових установах — освітній заклад для навчання осіб, які відбувають покарання в місцях позбавлення волі. Згідно з міжнародними правилами поводження з ув'язненими, прийнятими ООН, і законодавством України, загальноосвітнє навчання є одним з основних засобів виправлення засуджених та підготовки їх до життя на волі. В навчальному процесі реалізують освітні програми основної загальної освіти і, за потреби, середньої (повної) загальної освіти. Специфічні особливості школи визначають кримінально-виконавчі закони України й нормативні документи МВС України. Випускникам закладу, який має державну акредитацію, після підсумкової атестації видають документ державного зразка про відповідний рівень освіти.

## Вечірній інститут
Вечірній інститут — заклади вищої освіти для підготовки спеціалістів вищої кваліфікації без відриву від виробництва за вечірньою системою навчання. У 1990-х в Україні при багатьох закладах були вечірні факультети (відділення).

## У масовій культурі
- Фільм «Весна на Зарічній вулиці» розповідає про життя молодої вчительки школи робітничої молоді (саме так називалися школи вечірнього навчання в СРСР до 1958 року).
- Фільм «Велика зміна» розповідає про життя класу, який здобуває середню освіту у вечірній школі.